# Jesús del Pino
Jesús del Pino Corrochano (Segurilla, 9 september 1990) is een Spaans wielrenner die anno 2018 rijdt voor Efapel.

## Carrière
In 2013 won Del Pino de tweede etappe in de Tour des Pays de Savoie. Door zijn overwinning nam hij de leiderstrui over van Mirco Saggiorato, die een dag eerder de eerste etappe had gewonnen. Een dag later moest Del Pino zijn leidende positie echter weer afstaan aan Yoann Barbas. In het eindklassement werd de Spanjaard vijfde. Een jaar later werd hij, dankzij twee podiumplaatsen in de eerste twee etappes, derde in het eindklassement.
In 2017 werd Del Pino, in dienst van het Portugese Efapel, tweede in de eerste etappe van de Ronde van Cova da Beira. In de laatste etappe nam hij de leiderstrui over van Aleksandr Jevtoesjenko, waardoor hij Joni Brandão opvolgde als winnaar van de Portugese etappekoers.

## Overwinningen
2013
2e etappe Tour des Pays de Savoie
2017
Eindklassement Ronde van Cova da Beira

## Ploegen
- 2012 –  Caja Rural (stagiair vanaf 1-8)
- 2013 –  Burgos BH-Castilla y León
- 2014 –  Burgos-BH
- 2015 –  Burgos BH
- 2016 –  Burgos BH
- 2017 –  Efapel
- 2018 –  Efapel

Buru · Cubero · del Pino · López · Martín · Merino · Riutort · Robredo · Salas · Solé · Torres
Arroyo · Casimiro · del Pino · Jurado · Mestre · P. Paulinho · S. Paulinho · B. Silva · R. Silva